# Gourde
El gourde (mot francès; en crioll haitià és anomenat goud, ambdós mots provinents del mot en espanyol gordo) és la moneda d'Haití. El codi ISO 4217 és HTG i normalment s'abreuja G. Se subdivideix en 100 cèntims (centimes o santim).

## Història
Es va crear el 1813 en substitució de la lliura haitiana a raó de 8 lliures i 5 sous per lliura. El 1870 i el 1872 fou objecte d'una revaluació, primer a raó de 10 nous gourdes per un d'antic, i després a raó de 300 a 1. En aquesta època, en què només en circulaven bitllets, la unitat monetària s'acostumava a anomenar piastre, sobretot a l'edició del 1875. El 1881, el gourde tenia un canvi fix respecte al franc francès de 5 francs per gourde, i en aquell any se'n van començar a encunyar monedes.

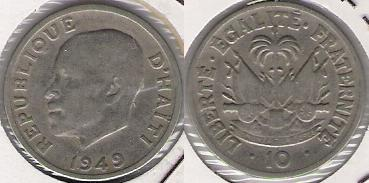
Antiga moneda de 10 cèntims del 1949

El canvi respecte al franc va durar fins al 1912, en què va passar a tenir una taxa fixa respecte al dòlar dels Estats Units a raó de 5 gourdes per dòlar. Tot i que aquest canvi es va abandonar el 1989 i ara la moneda té una taxa fluctuant, encara s'acostuma a anomenar "dòlar haitià" el valor de 5 gourdes, i "penny haitià" els 5 cèntims. Així, en molts llocs, els preus no es marquen en gourdes sinó en dòlars haitians, per la qual cosa cal multiplicar-los per cinc per convertir-los en gourdes.

## Monedes i bitllets
Emès pel Banc de la República d'Haití (Banque de la République d'Haïti / Bank Repiblik Dayiti), en circulen monedes de 50 cèntims i d'1 i 5 gourdes, i bitllets de 10, 20, 25, 50, 100, 250, 500 i 1.000 gourdes. Les tres monedes de valor més baix (5, 10 i 20 cèntims) ja no circulen a causa de la inflació, i els bitllets d'1, 2 i 5 gourdes han estat retirats de la circulació.

## Taxes de canvi
- 1 EUR = 50,5667 HTG (24 d'abril del 2006)
- 1 USD = 40,8085 HTG (24 d'abril del 2006)